# بحر أبو سكينة
بحر أبو سكينة: إحدى مراكز محافظة محايل. تقع في منطقة عسير في أقصي الغربي للمملكة العربية السعودية. يحدها من الشمال محايل، ومن الجنوب الحريضة، ومن الشرق قنا وأخلال، ومن الغرب محافظة البرك. 
يعد مركز البحر أكبر المراكز الإدارية بمنطقة عسير من حيث الكثافة السكانية حيث بلغ سكانها 231,757 نسمة 2022، وهي أكبر التجمعات السكنية بعد محايل وبارق في غربي منطقة عسير عامة.

## التسمية
البَحْر - بفتح الباء وسكون الحاء المهملة ثم راء - وهو الوادي العظيم غزير المياه، على التَّشبيه بالبحر. مضافاً إلى أبو سكينة بضم السين المهملة وفتح الكاف وإسكان المثناة التحتية فنون وهاء، وهو اسم علم نسبة إلى أحد ساكنيه القدامى. 

## المناخ
حار ممطر صيفاً ومعتدل قليل المطر شتاء، ويتميز فصل الربيع بالاعتدال والأمطار، ويتراوح معدل هطول الأمطار في في البحر بين 300 ملم إلى 400 ملم سنوياً.

## أهم القرى
بلغ عدد سكان بحر أبو سكينة 30686 نسمة يتوزعون على نحو 74 قرية، ومن أهم القرى الآتي:
| القرية         | الوصف | الإحداثيات        |
| -------------- | --- | ----------------- |
| البَحْر (الخميس) | - بفتح الباء وسكون الحاء المهملة ثم راء، وهو في عاميتهم المجرى المائي المتسع السهل الانحدار - : بلدة كبيرة تقع جنوب محايل بمسافة 35 كيلاً، وهي أكبر قرى مركز بحر أبو سكينة وأكثرها تقدماً وبها معظم الدوائر الحكومية. يقطنها نحو خمسة الآف نسمة تقريباً، ويمر طريق جازان إلى محايل من وسط هذه البلدة. فيها سوق أسبوعية يوم الخميس من كل أسبوع، وبها من الدوائر الحكومية: مركز إداري، دفاع مدني، مركز هيئة، فرع أوقاف، شرطة، مرور، بلدية، فرع مياة، فرع خدمات كهرباء، مكتب بريد، ومكتب التربية والتعليم بنات. ومدارس بكافة المراحل الدارسية، ومركز رعاية صحية. جاء عنها في معجم الجزيرة العربية (1970)م: «البحر: 18°19'49, 41°54'34. قرية من قرى إمارة البحر الفرعية التابعة لإمارة منطقة أبها. تقع على أرتفاع 508 متراً فوق مستوى سطح البحر، ويقطنها من 500 إلى 2000 نسمة. وترتبط مع الطريق الرئيسي بدرب مستو لا بأس به، طوله 800 متر. وبالقرية أربعة دكاكين، طاحونتان، محطة وقود، وأربع مقاهي. | 18°20'5 41°54'44  |
| الخِطَام         | - بكسر الخاء المعجمة والعامة تسكنها وفتح الطاء المهملة بعدها ألف فميم -: ثاني أكبر قرى المركز، تقع في الجنوب الشرقي من خميس البحر وتجاورها، وهي تجارية وتنمو بسرعة كبيرة بصفتها اليوم حياً وضاحية من ضواحي بلدة البحر. يقطنها ألف وثلاثمائة نسمة، وبها حديقة عامة، ومدارس ابتدائية للبنين والبنات. | 18°19'9 41°55'22  |
| الشَّرَى          | - بالفتح والقصر- والشرى لغة الجبل أو ناحية الوادي -: من أهم وأقدم قرى بحر أبو سكينة، تقع في شمالي خميس البحر على مسافة كيل ونصف، وجنوب مراتخ بمسافة كيلين تقريباً. يقطنها نحو ألف نسمة تقريباً، وبها مدرسة ابتدائية للبنين. قال الهمداني: «والذي يلي تيَّة من غوائر الحجر، مرَّة واد ينصب إلى الكفيرة وحلي، والشرى في شرقي ضنكان أسدي - أزدي - ليرفا بن عثمان.» وفي موضع آخر قال: «ألمع ويرفى ابنا عثمان في أعالي حلي .» وقال ياقوت الحموي: «الشرى جبل بتهامة.» جاء عنها في معجم الجزيرة العربية (1970)م: «الشرى: 18°20'32, 41°55'14. قرية من قرى إمارة البحر الفرعية التابعة لإمارة منطقة أبها. تقع على أرتفاع 545 متراً فوق مستوى سطح البحر، ويقطنها 100 إلى 250 نسمة. وترتبط مع الطريق الرئيسي. | 18°21'0 41°55'11  |
| الشُّرفَة         | - أوله شين معجمة مضمومة ثم راء مهملة، تنطق مضمومة ثم فاء موحدة فهاء - من العلو والإشراف على ماحوله من الأرض -: قرية من قرى خميس البحر، تقع في جنوبي المشار إليها. وهذه القرية منذ إنشائها ولا تزال تتقدم وتتوسع أي : لم تمر بفترة خمود أو جمود، وقد زحفت في توسعها حتى وصلت خميس البحر واحتوتها فأصبحت الشرفة في الوقت الحاضر حياً من أحياءها. | 18°18'54 41°54'25 |
| مُراتَخ          | - بالضم وآخره معجم -: ثالث أكبر قرى المركز، تقع على ضفاف وادي الباطن، في غربي مكيدة، جنوب بن سمحان، وشمال الشرى على مسافة كيلين، ويقطنها ألف نسمة تقريباً. بها سوق، ومدارس ابتدائية ومتوسطة للبنين والبنات. جاء عنها في معجم الجزيرة العربية (1970)م: «ثلوث مراتخ: 18°22'27, 41°54'31. قرية من قرى إمارة البحر الفرعية التابعة لإمارة منطقة أبها. تقع على أرتفاع 468 متراً فوق مستوى سطح البحر، ويقطنها من 250إلى 500 نسمة. ترتبط مع الطريق الرئيسي، وبالقرية سوق، و3 دكاكين. | 18°22'47 41°54'35 |
| المَجَايرة       | - بفتح الميم والجيم بعدها ألف فياء فراء فهاء، وهي في عاميتهم هي الأرض المحصَّبة ذات الحجارة الصغار -: قرية أثرية شبه مهجورة، تقع بسفح جبل رهبان الغربي، وفي شرقي خميس البحر، وشمال الخطام على مسافة كيل تقريباً. ولهذه القرية ماض مشرق حيث تعد من أمهات القرى، ومنها تفرعت قرى عديدة، وهي اليوم مزار للمهتمين بالفن المعماري القديم. جاء عنها في معجم الجزيرة العربية (1970)م: «مجايرة: 18°20'47, 41°51'42. قرية من قرى إمارة البحر الفرعية التابعة لإمارة منطقة أبها. تقع على أرتفاع 798 متراً فوق مستوى سطح البحر، ويقطنها من 500 إلى 2000. وترتبط مع الطريق الرئيسي بدرب مستو ومتموج لا بأس به، طوله 5.3 كم. | 18°19'41 41°55'28 |

### هوامش
1. ↑  إحداثي القرية غير صحيح، كذلك أرتفاع القرية عن سطح البحر.